# Les Spectres d'Inverloch
Les Spectres d'Inverloch est un album de bande dessinée de la série de science-fiction Valérian et Laureline, écrite par Pierre Christin, dessinée par Jean-Claude Mézières et mise en couleur par Évelyne Tranlé.
Cet album est la première partie d'un diptyque conclu par Les Foudres d'Hypsis.

## Synopsis
Quelque chose se trame dans l'espace-temps...
Au XXe siècle Laureline attend des ordres qui tardent à venir dans le château écossais de Lady Charlotte Seal, dernière descendante du clan Mac Cullough au service de Galaxity. Valérian, ailleurs dans l'espace-temps, mène à bien une mission difficile, sans en connaître le but : capturer un Glapum'tien, extraterrestre pacifique aux extraordinaires facultés. Dans le Londres des années 1980, Monsieur Albert, inhabituellement en retard pour son rendez-vous, se débat avec les grèves. Pendant ce temps, sur la planète Rubanis, les Shingouz s'échinent à localiser Hypsis, planète qui a la particularité de changer de place dans l'univers, tandis qu'aux États-Unis, Lord Basil Seal, époux de Lady Charlotte et président du Joint Intelligence Committee, apprend de la CIA qu'une offensive secrète se déroule contre les services de renseignement, les gouvernements et les armées du monde entier. Et dans le futur de la Terre, Galaxity est en train de disparaître, littéralement, comme peut le constater le chef du service spatio-temporel.
Tout ce monde va se retrouver dans le château de Lady Charlotte afin de savoir quel rôle chacun doit tenir pour découvrir ce qui se passe dans l'espace et le temps... 

## Note
- En page 29 de l'album, un agent américain fait état des événements de l'album Partie de chasse d'Enki Bilal et Pierre Christin.